# ARA Bahía Buen Suceso (B-6)
El ARA Bahía Buen Suceso (B-6) fue un transporte de la Armada Argentina en servicio de 1950 a 1982. Durante en la Guerra de Malvinas cumplió tareas de transporte y abastecimiento. Cayó capturado por las fuerzas británicas y posteriormente fue hundido como blanco naval.

## Construcción
Construido por Halifax Shipbuilding (Canadá), fue botado en 1950 y entregado a la marina argentina. Fue asignado al Servicio de Transportes Navales.
Tenía 5200 t de desplazamiento, 102,4 m de eslora y 14,3 m de manga; de propulsión 2 motores diésel Nordberg (2 hélices, velocidad 15 nudos, autonomía 15 000 mn); la tripulación de 46 hombres y capacidad para 100 pasajeros.

## Historia
Esta embarcación fue construida en los astilleros Halifax Limited, en Canadá, siendo asignada en junio de 1950 para prestar servicio en el Comando de Transportes Navales. En 1958 llevó a la tripulación del nuevo portaaviones ARA Independencia al Reino Unido. Participó también en numerosas misiones de abastecimiento a la Antártida.
En la tarde del 1 de octubre de 1966, el buque de la Armada Argentina Bahía Buen Suceso, en alta mar, realizó el traspaso de los 19 jóvenes del Operativo Cóndor que estaban embarcados en una lancha carbonera. El destino del buque con los detenidos fue el penal de Ushuaia. 
El 10 de marzo de 1969 zarpó de Buenos Aires, Argentina, con destino a Europa, visitando ciudades como Génova, Brujas, Róterdam, Ámsterdam, Portsmouth, Edimburgo y Dublín. El propósito del viaje fue llevar trigo a Europa y regresar con armamento militar a Argentina. Mientras navegaba a través del Canal de la Mancha, colisionó con el petrolero Asprella y tuvo que ser reparado en los astilleros Ferrol, en Vigo, España.
En 1972 comenzó un servicio regular entre el continente y las Islas Malvinas. 
Tuvo activa participación durante la guerra de las Malvinas de 1982, primero llevando a los operarios argentinos que trabajaron en puerto Leith (isla San Pedro) y luego realizando múltiples tareas en las Malvinas. 
El 16 de mayo de 1982 fue atacado y averiado por aviones Sea Harrier FRS.1 del NAS 800. Finalmente fue hundido por un torpedo disparado por el submarino HMS Onyx.